# パワフル級防護巡洋艦
| パワフル級防護巡洋艦                   | パワフル級防護巡洋艦 |
| -------------------------------------- | --- |
| 竣工当時の「パワフル（HMS Powerful）」 | |
| 艦級概観                               | |
| 艦種                                   | 一等防護巡洋艦 |
| 艦名                                   | 形容詞 |
| 前級                                   | エドガー級防護巡洋艦 |
| 次級                                   | ダイアデム級防護巡洋艦 |
| 性能諸元                               | |
| 排水量                                 | 満載：14,200トン |
| 全長                                   | 162.98m |
| 水線長                                 | 152.4m |
| 全幅                                   | 21.64m |
| 吃水                                   | 8.2m |
| 機関                                   | ベルヴィール式石炭専焼水管缶 +直立式4気筒3段膨張型レシプロ機関2基2軸推進                                                                                              |
| 最大出力                               | 22,000hp |
| 最大速力                               | 22.0ノット (41 km/h) |
| 航続距離                               | 14ノット(26 km/h)/7,000海里 (13,000 km) |
| 燃料                                   | 石炭：3,000トン |
| 乗員                                   | 894名 |
| 兵装                                   | Mark VIII 23.4cm（40口径）単装砲2基 Mk VII 15.2cm（45口径）単装速射砲12基 7.62cm（40口径）単装速射砲16基 ホッチキス 4.7cm（43口径）機砲12基 45cm水中魚雷発射管単装4門 |
| 装甲                                   | 甲板：51mm（平坦部）、151mm（傾斜部） 主砲塔：152mm（最厚部） 副砲ケースメイト：51～152mm バーベット部：152mm（最厚部） 司令塔：305mm（最大厚）                       |

パワフル級 (Powerful class) はイギリス海軍の防護巡洋艦の艦級。2隻が建造された。

## 概要
本級は通商破壊を目的として設計された。本級は船体が大型化したため建造費も高騰し、その貧弱な兵装を非難された。しかしながらその制海力から輸送任務に重用された。

## 艦形

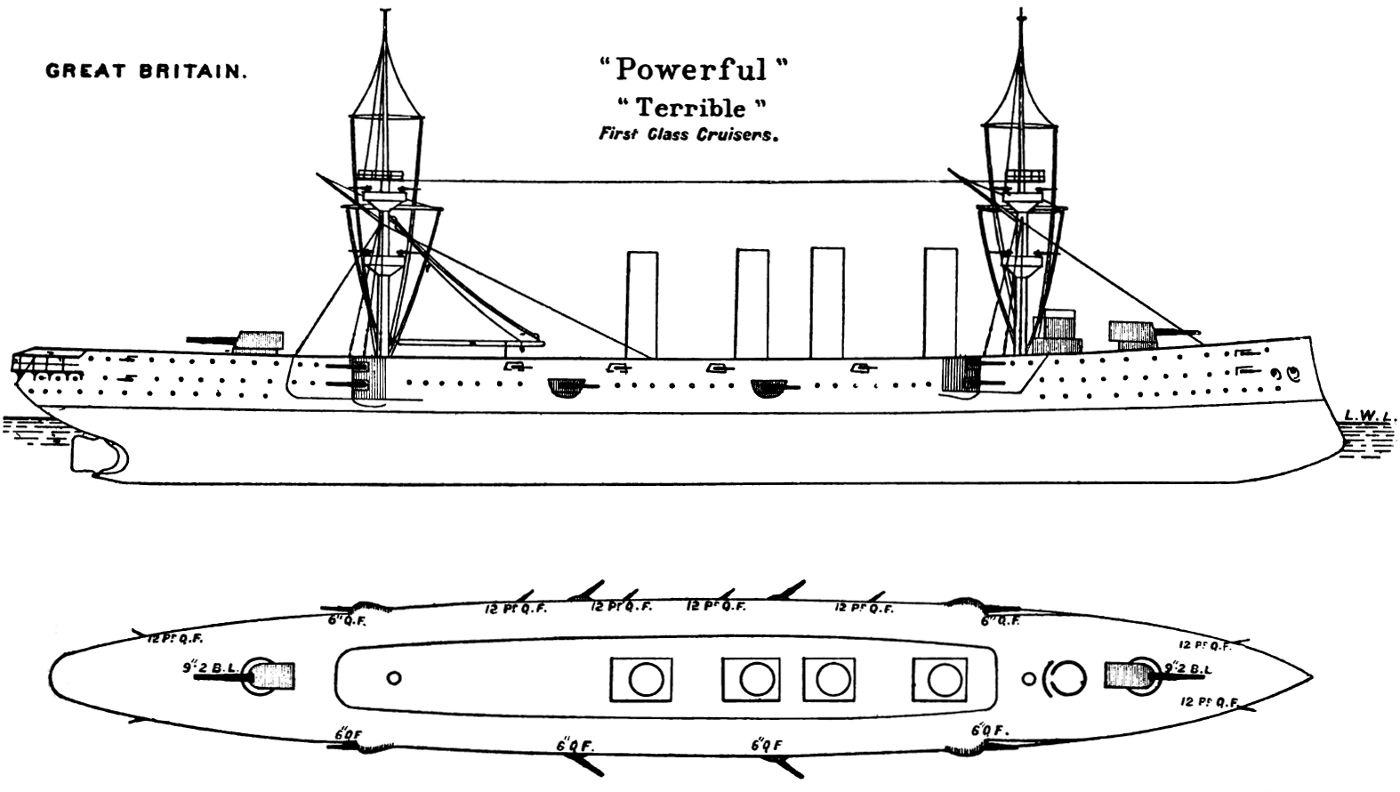
本級の武装・装甲配置を示した図。

船体は平甲板型船体である。水面下に衝角（ラム）の付いた艦首から甲板上に23.4cm（40口径）ライフル砲を単装形式の砲塔に収めて1基配置した。その背後の司令塔の上に、両脇に船橋を持つ操舵艦橋と二段の見張り所を持つミリタリーマストが立つ。

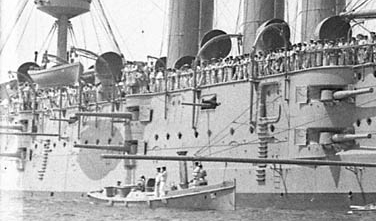
ケースメイト配置の副砲。

船体中央部に等間隔に4本煙突が立ち、その周囲は煙管型の通風筒が立ち並び、その外周は艦載艇置き場となっており、2本1組のボート・ダビッドが片舷2組ずつ計4組で運用された。副砲の15.2cm速射砲は舷側ケースメイト配置で前後に張り出しを設け、上下に1門ずつ計2門を配置し、船体中央部に単装で2門を配置した。
4番煙突の後方に後部ミリタリーマストと後部艦橋が立ち、そこから後部甲板上に23.4cmライフル砲塔が後ろ向きに1基配置した。この武装配置により艦首方向に最大で23.4cm砲1門・15.2cm砲4門、舷側方向に最大で23.4cm砲2門・15.2cm砲6門、艦尾方向に最大で23.4cm砲1門・15.2cm砲2門が指向できた。

## 艦歴

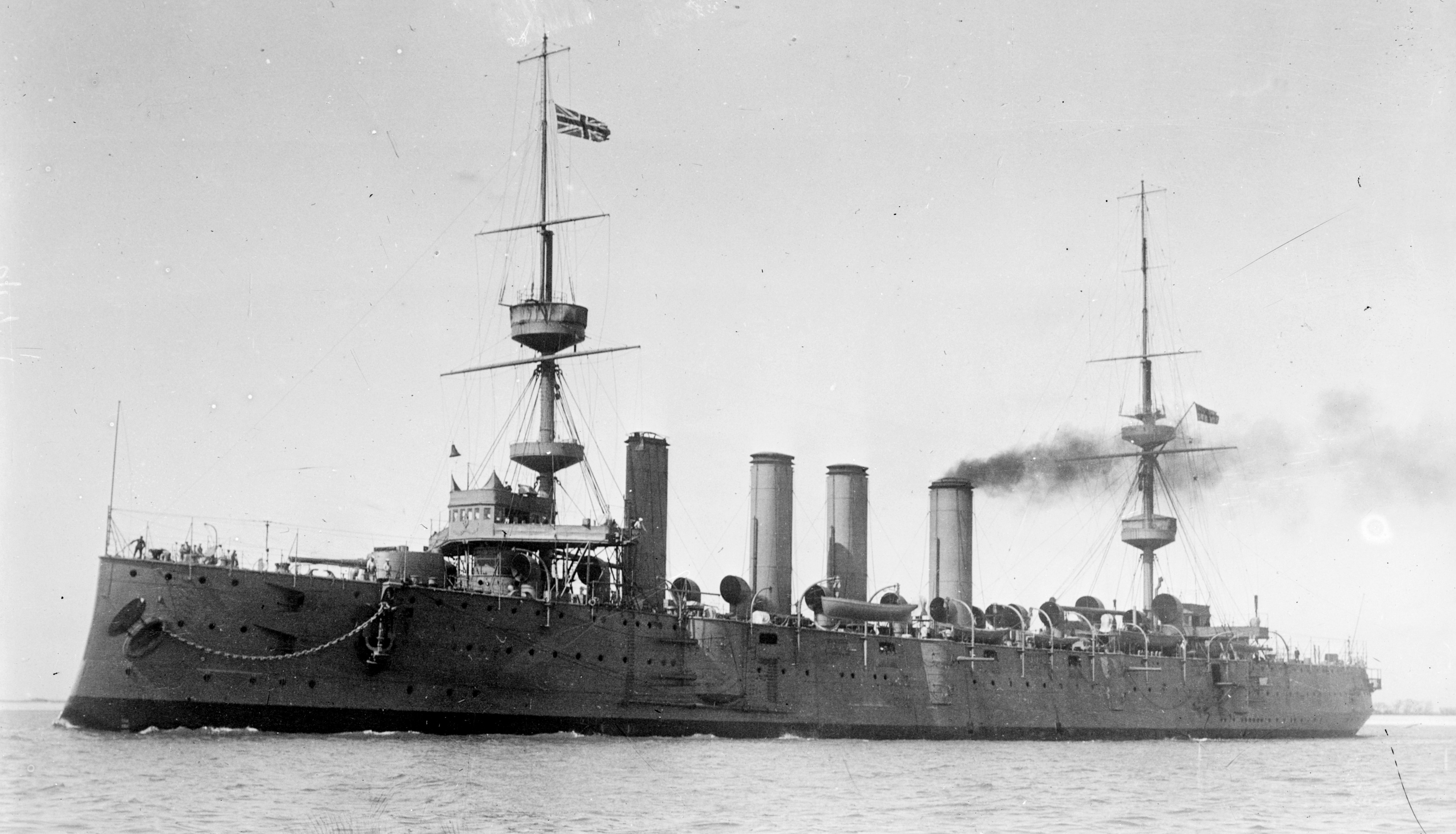
写真はテリブル。

両艦は中国で貢献し、第二次ボーア戦争ではレディースミス包囲戦で上陸部隊を輸送した。この戦いからイギリス海軍ではフィールド・ガン・コンペティションを始めるようになる。両艦の乗員は更に義和団の乱の鎮圧にも参加した。1904年以降、経費抑制のため予備役となり、第一次世界大戦ではほとんどの兵装を取り外した上輸送艦として任務に従事した。
パワフルは1929年に、テリブルは1932年にスクラップとして廃棄された。

## 同型艦
- パワフル - HMS Powerful
- テリブル - HMS Terrible

## 参考図書
- 「世界の艦船 1996年11月増刊　イギリス巡洋艦史」（海人社）
- 「Conway All The World's Fightingships 1860-1905」（Conway）
- 「Conway All The World's Fightingships 1906–1921」（Conway